# Foyer monoparental

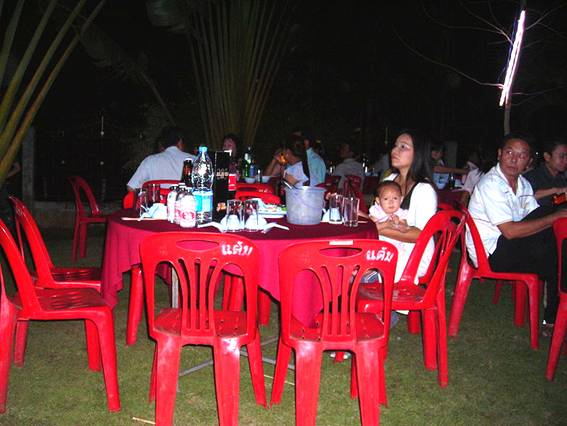

Un foyer monoparental est un ménage constitué d'un seul adulte et d'au moins un enfant. L'enfant a pu être conçu hors des liens du mariage, les parents ont pu divorcer ou se « dépacser », ou l'un d'eux décéder. Dans ce dernier cas, on parle aussi de famille monoparentale.

## Présentation

### France
En France, les foyers monoparentaux sont en majorité tenus par des femmes.
| Pour des raisons techniques, il est temporairement impossible d'afficher le graphique qui aurait dû être présenté ici. |